# Ferme de la Rançonnière
La ferme-manoir de la Rançonnière anciennement manoir de Biéville est une demeure, de la fin du XIVe siècle, qui se dresse, dans le Bessin, sur le territoire de la commune française de Crépon, dans le département du Calvados, en région Normandie. L'édifice est partiellement inscrit au titre des monuments historiques.

## Localisation
La ferme de la Rançonnière anciennement manoir de Biéville est située à 550 mètres au sud-sud-est de l'église Saint-Médard-et-Saint-Gildard de Crépon, dans le département français du Calvados.

## Historique
Le territoire de la France féodale était constitué de fiefs qui relevaient tous du roi. En Normandie, dès le XIIIe siècle les grands fiefs d'origine ont été morcelés en arrière-fiefs qui se sont multipliés jusqu'à permettre à une seule paroisse de contenir plusieurs fiefs puisqu'on pouvait diviser un fief de haubert jusqu'à obtenir un huitième de fief pour permettre par exemple, cas spécifique à la Normandie à des filles de se partager un domaine en l'absence d'héritiers mâles. Sur ces petits fiefs qui n'avaient pas droit de justice on construisait un manoir. Le seigneur pouvait exploiter lui-même le domaine avec l'aide d'un fermier dont l'habitation jouxtait le logis seigneurial. Dans le Bessin la multiplication des fiefs et donc des manoirs était facilitée par la richesse de la région où les cultures céréalières se font sur des terres amendées dès le XIe siècle par l'épandage de varech puis celui de chaux. Au XVIIe siècle les fermes-manoirs s'agrandissent ou se reconstruisent suivant les nouveaux critères de symétrie et de verticalité et s'embellissent même dans la partie est du Bessin où la pratique de l'élevage bovin et de la fabrication de beurre salé n'est pas encore arrivée.
La première construction remonte au XIVe siècle. La Normandie était alors en première ligne dans la guerre de Cent Ans entre français et Anglais. Le manoir a été construit sur l'un des trois fiefs de Crépon, celui dit « de Biéville », qui appartenait en 1463 à Anne de Chastel. Dans la première partie du XVIIe siècle la famille de Chastel démolit tous les bâtiments sauf la tour pour reconstruire au goût du jour.
En 1710 Marie Françoise de la Loë, fille de François de la Loë, seigneur de Biéville, épouse à Crépon Jean Antoine de Costard, sieur de la Rançonnière dont le manoir à pans-de-bois se trouve à Saint-Gatien-des-Bois dans l'actuel pays d'Auge. Le « manoir de Biéville », à Crépon, adopte son nouveau nom : la Rançonnière.
Le domaine a ensuite appartenu à plusieurs propriétaires dont les « Servantes de Jésus dites Sœurs Hospitalières de Saint Louis » à Caen.
Lors de la Seconde Guerre mondiale, la ferme de la Rançonnière vécut à nouveau des bouleversements et fut réquisitionnée par l’armée allemande pour servir de camp militaire ; entourée de champs au relief plat, elle devint base aérienne permettant aux avions ennemis d’atterrir et de décoller avec une bonne visibilité.[réf. nécessaire]. Elle fut rapidement libérée en juin 1944, du fait de sa proximité avec les plages du débarquement et Arromanches.
En 1967 c'est un concours de circonstances qui a conduit les exploitants de la ferme à proposer des chambres aux touristes. Ils se sont ensuite lancés dans l'hôtellerie en 1970 et la restauration en 1988, entreprise qui a contribué à créer des emplois dans le village.
C’est depuis le début du XXIe siècle une demeure de caractère restaurée, meublée d’antiquités et d’objets de brocante. À l’arrière des bâtiments, un jardin a été aménagé par un architecte paysager en 2007 et la ferme de la Rançonnière a obtenu le 1er prix du concours « Fleurir la France » en 2008.

## Description
Les bâtiments sont en pierre calcaire extraite des carrières d'Orival,. Seuls le portail, les entourages des portes et des fenêtres ainsi que les chaînes d'angle sont en pierre de taille tandis que les murs sont en moellons non crépis.
Cet ensemble est en réalité une ferme-manoir car il cumule les éléments de prestige qui caractérisent une propriété seigneuriale ; le portail monumental, la tour d'escalier du logis, le colombier mentionné sur un cadastre ancien. La guerre de Cent Ans est finie depuis bien longtemps et les éléments défensifs de l'ensemble ne sont pas conçus pour résister à une vraie attaque militaire. Mais le souvenir des guerres de Religion, qui n'ont pris fin qu'en 1598, est encore présent dans les mémoires au début du XVIIe siècle. Tout en affirmant le statut et la richesse des occupants, les créneaux et les échauguettes pouvaient intimider les brigands et maraudeurs qui parcouraient les campagnes .

### Le portail
Les bâtiments sont organisés autour d'une grande cour fermée par un portail monumental qui date du XVIIe siècle comme la majorité des autres constructions sauf la tour du logis.
Ce portail comporte deux portes piétonnes, dont une a été murée, placées de part et d'autre de la porte charretière. De même que le portail de la ferme de l'église de Commes, daté aussi du début du XVIIe siècle, il est surmonté par une fausse courtine crénelée. Deux échauguettes en encorbellement encadrent l'ensemble. Elles sont percées de meurtrières et coiffées d'un dôme carré en pierre au centre duquel s'élève un petit amortissement carré.

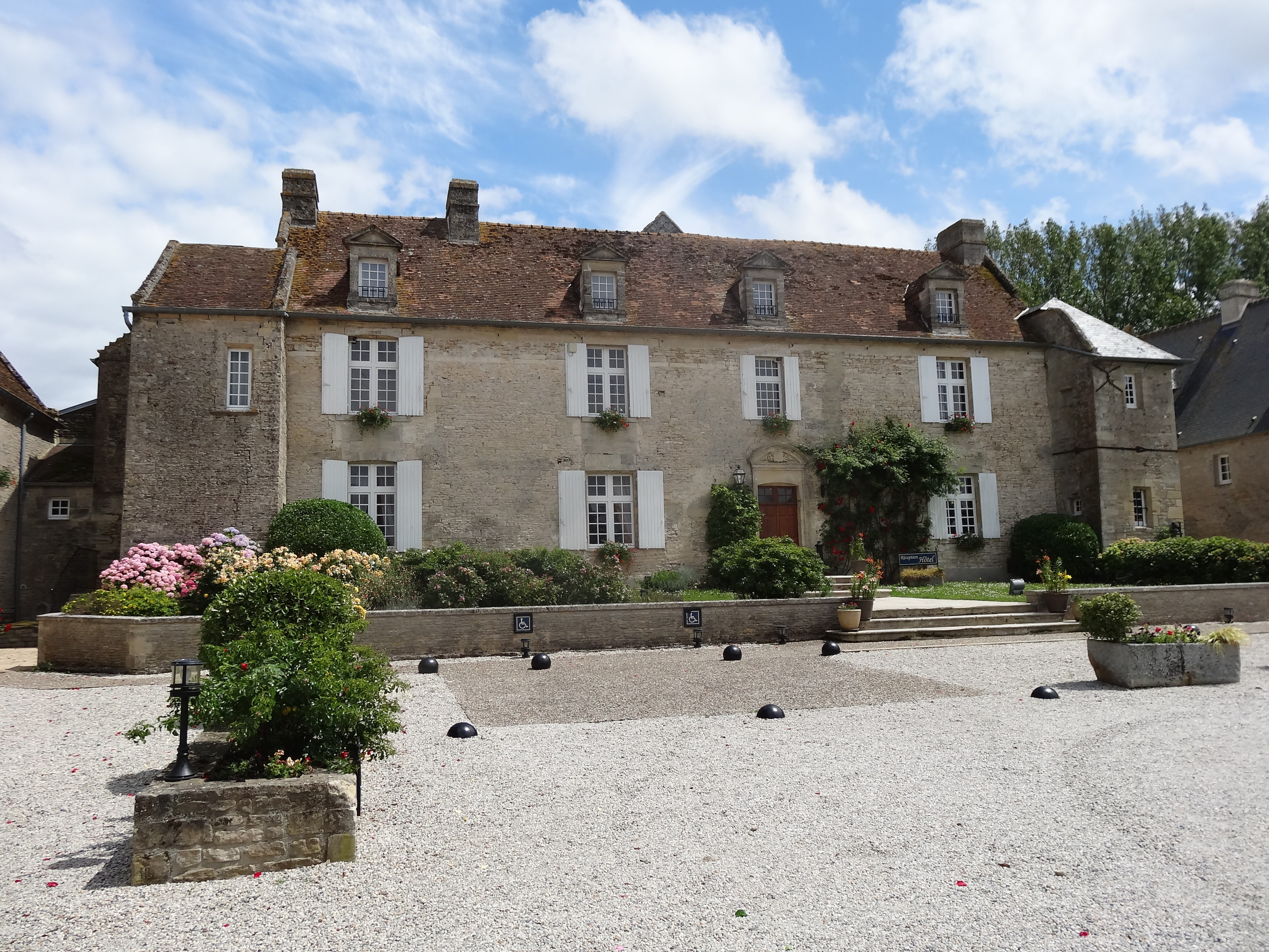
Le manoir dont les alignements verticaux et la symétrie des formes reflètent l'esprit du XVIIe siècle.
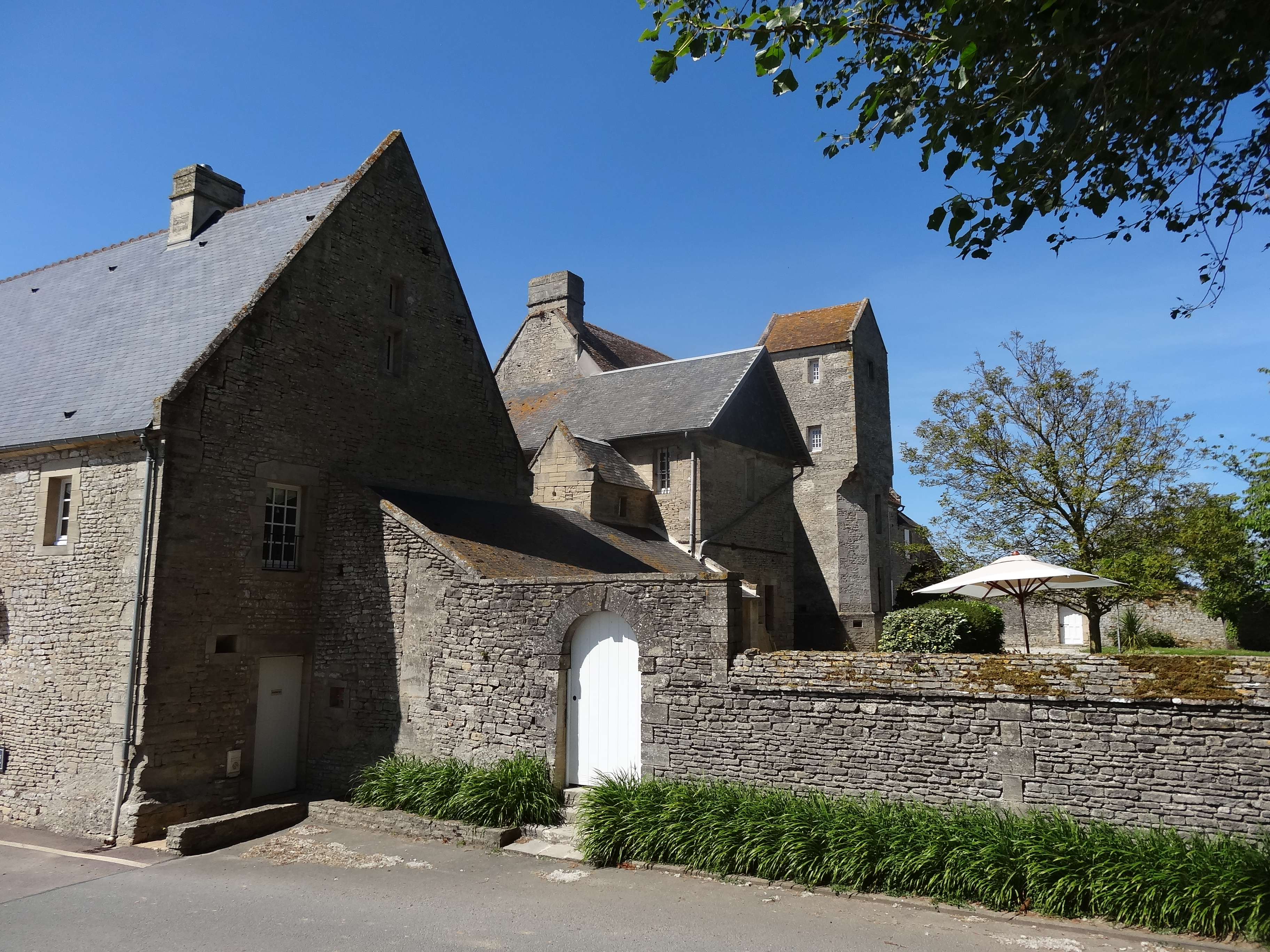
Le logis et sa tour vus du sud-est.
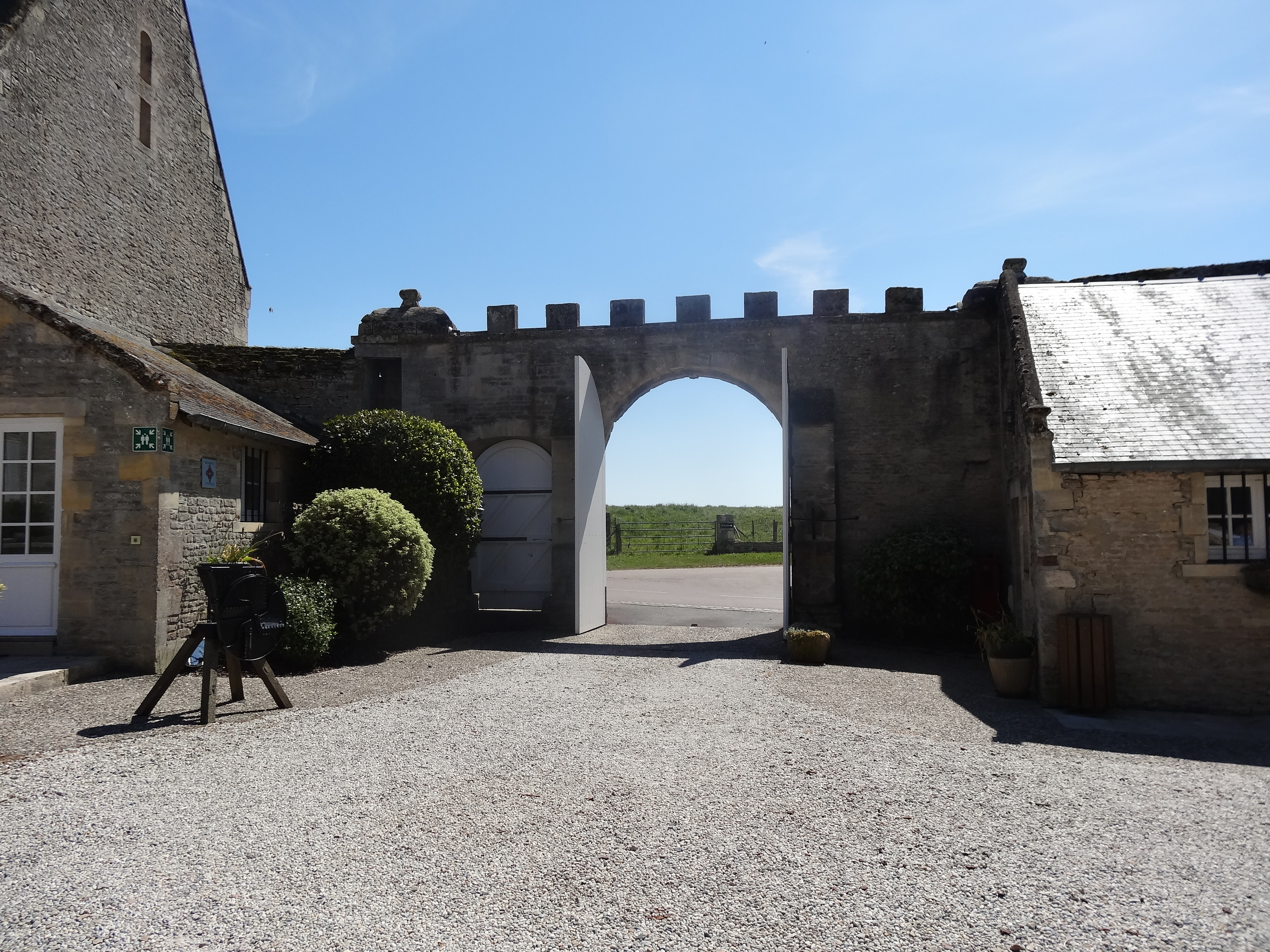
Le portail vu de la cour et l'ancienne porcherie à droite.

### Logis et tour
Le logis, habitation permanente ou occasionnelle des différents propriétaires suivant les époques, est composé d'un bâtiment rectangulaire d'un étage sur rez-de-chaussée, surmonté de combles et couvert d'un toit en ardoise, encadré par deux pavillons symétriques. La façade sur cour comporte quatre travées aux alignements parfaitement verticaux. Les combles s'éclairent par des lucarnes à fronton triangulaire. La porte principale datée du XVIIe siècle, surmontée d'un tympan sculpté, est précédée d'un petit perron.
La façade arrière est ornée d'une haute tour du XVIe siècle dont la silhouette est familière dans le Bessin. L'encorbellement de la partie supérieure de cette tour lui donne son aspect caractéristique. Elle est flanquée d'une petite tourelle contenant un escalier qui donne accès à une petite pièce idéale pour surveiller les alentours. La partie inférieure de la tour d'une forme polygonale proche du carré et percée de deux étroites et hautes fenêtres monte jusqu'aux combles. Elle contenait comme les autres tours similaires de la région, un escalier en vis détruit au XVIIe siècle et dont il subsiste quelques traces. À l'intérieur le revêtement de plâtre donne une forme circulaire au rez-de-chaussée orné d'une peinture murale du début du XVIIe siècle représentant une chasse à courre, avec des décors végétaux, quelques canards et des pointes de diamant, et qui porte les armoiries de la famille du Chastel : deux lions soutenant un écu de gueules au château d'or, avec un heaume en timbre et plus loin saint Hubert de Liège, patron de la chasse. À noter, à côté de cette peinture murale, un trompe-l'œil figurant un pigeonnier avec des oiseaux.

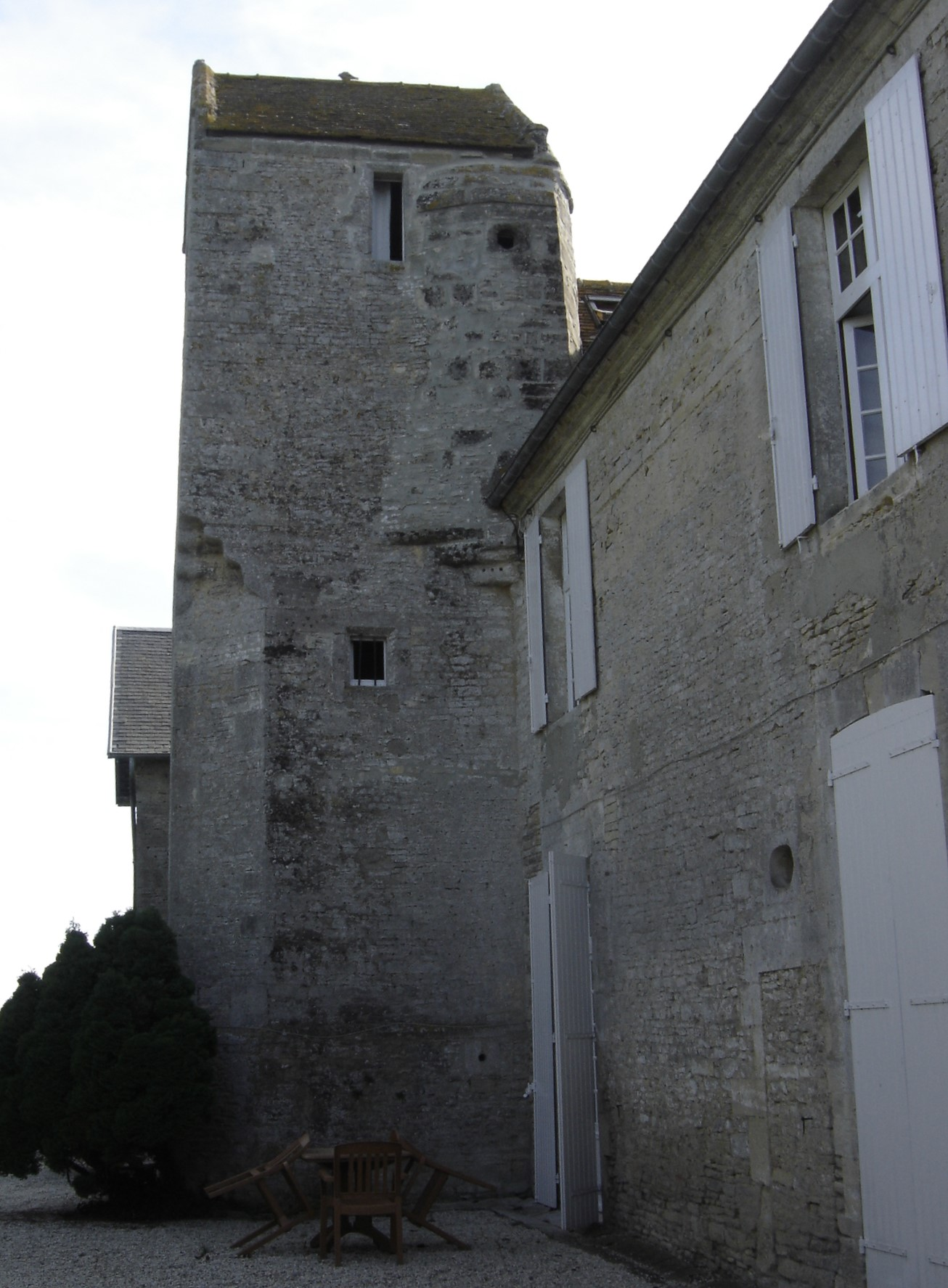
La tourelle qui donne accès à une pièce en hauteur éclairée de trois fenêtres.
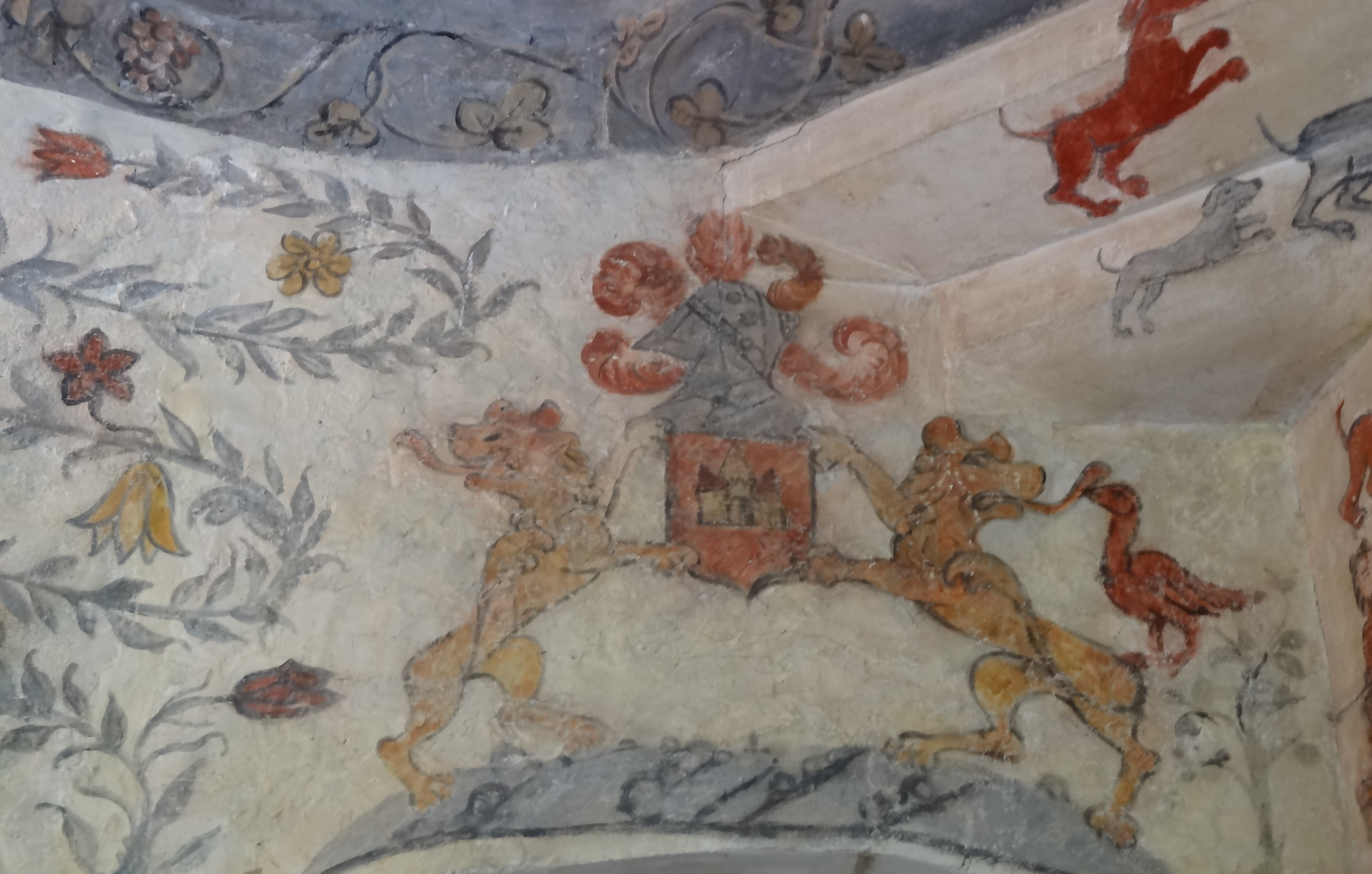
Les armoiries de la famille Chastel.
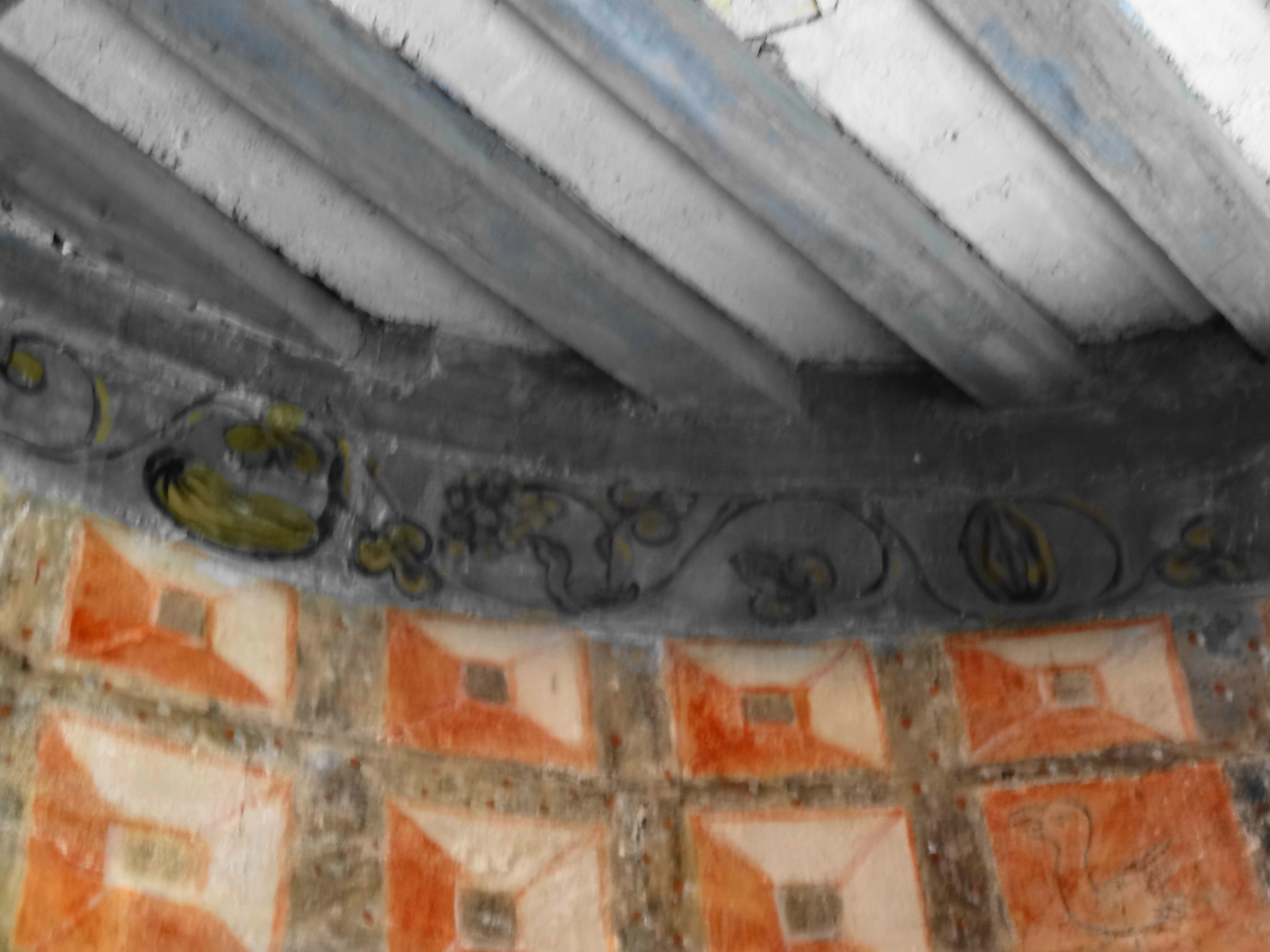
Une peinture murale et le décor d'une poutre.

### Le pressoir
À la droite du portail en entrant dans la cour, se trouve un pressoir particulièrement imposant. Une large porte cintrée permettait le passage des charrettes. Le rez-de-chaussée était occupé par un tour à piler, grande auge circulaire autour de laquelle un cheval tournait pour tirer la roue qui écrasait les pommes, et par le pressoir à longue-étreinte qui servait à l'extraction du moût. Ce type de pressoir était habituellement logé dans un bâtiment flanqué d'un corps en retour. les grandes dimensions du bâtiment rendent cet ajout inutile à la Rançonnière. L'étage au-dessus servait à entreposer les pommes. Toutes les lucarnes visibles actuellement ont été installées après 1994.

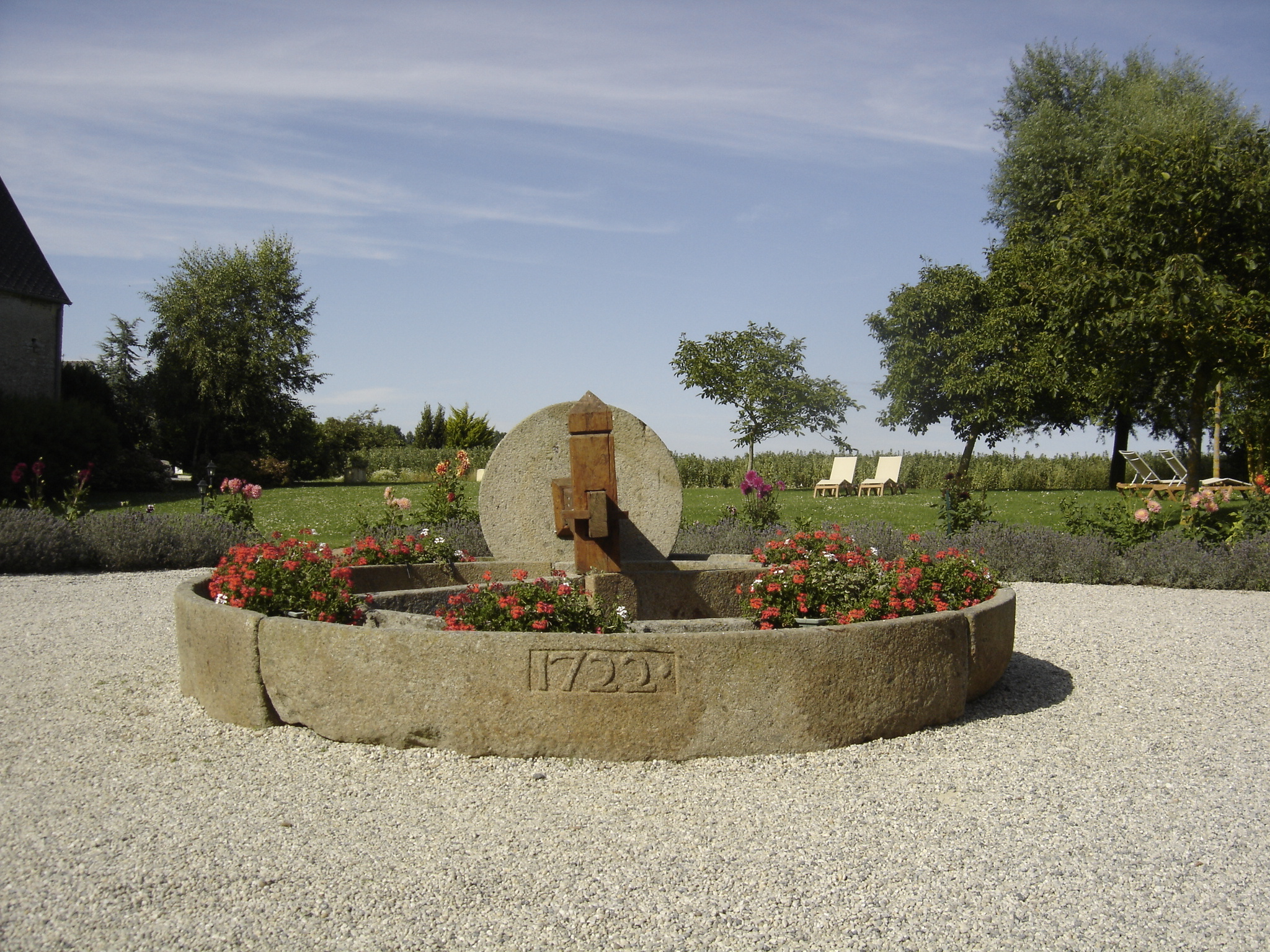
Le tour à piler les pommes.
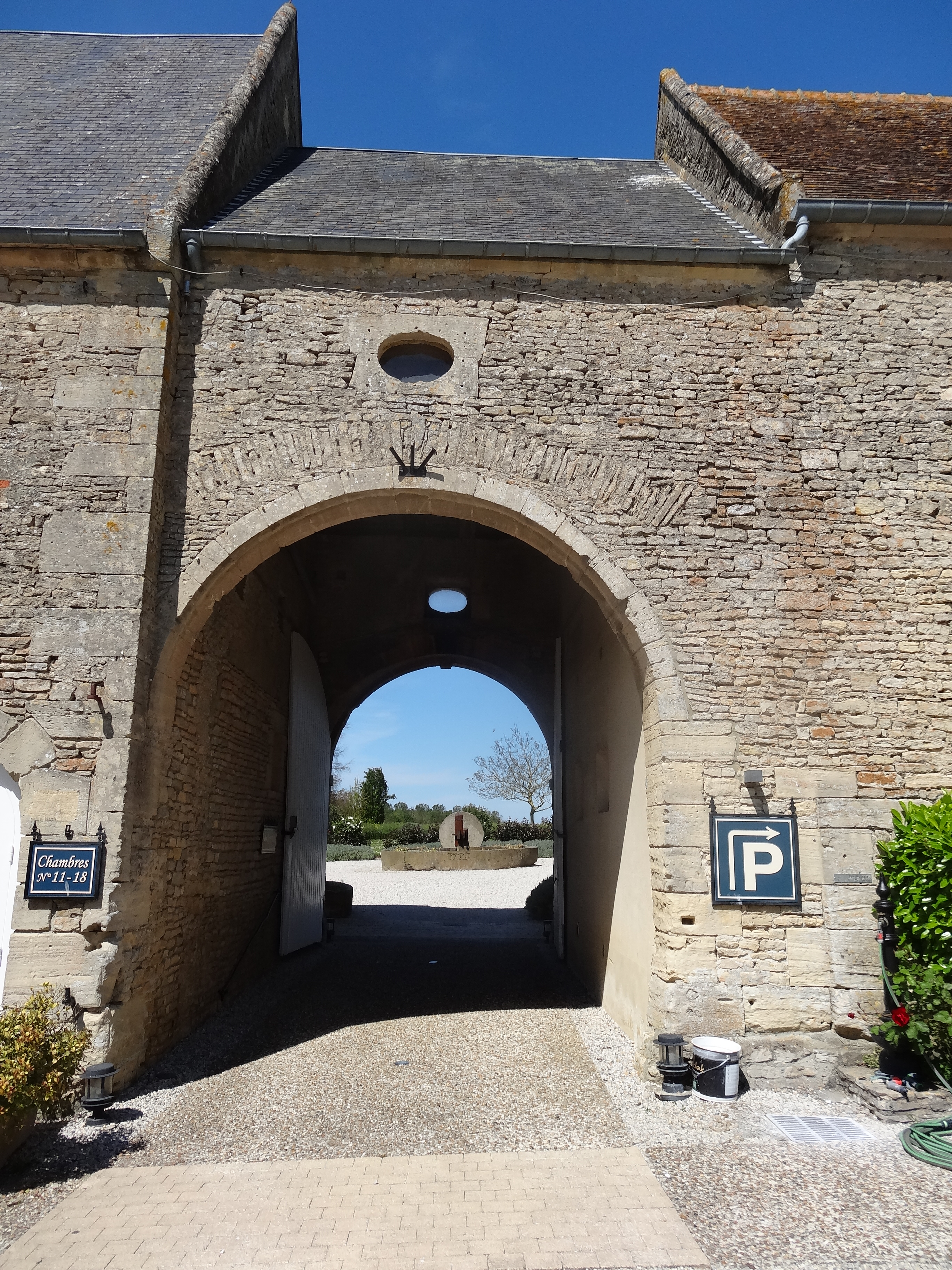
La porte cochère donnant sur la seconde cour.

### Les autres bâtiments
Face au pressoir, à angle droit avec le logis seigneurial se trouve une construction qui était destinée au logement du fermier ou des ouvriers. Une ancienne étable est encadrée par deux passages cochers aux ouvertures en plein-cintre. L'un d'eux s'ouvre sur la seconde cour. L'autre, entièrement fermé, est accolé à une construction du XXIe siècle elle-même reliée à l'ancienne grange. Face au logis, d'autres anciennes étables sont à angle droit avec une ancienne porcherie.
Une grange avec porte piétonne et deux petites baies cintrées, visibles sur une photo prise avant l'ajout de fenêtres modernes, se trouve dans la seconde cour. Un nouveau corps de bâtiment dans le même style que l'ensemble est rajouté entre la grange rénovée et l'aile ouest.
Toutes les dépendances ont été percés d'ouvertures supplémentaires indispensables à la fonction d'hôtel et restaurant et les intérieurs complètement transformés pour cet usage.
L'existence d'un colombier disparu avant 1810 est mentionnée sur le cadastre de 1986.

### Les échauguettes
Outre celles du portail, trois autres échauguettes sont encore visibles, l'une à l'angle nord-est du logement des ouvriers agricoles une deuxième beaucoup plus petite sur le mur ouest d'une étable. La troisième de forme arrondie a été ré-employée à l'angle d'un mur de clôture au sud-est.
Entre le pressoir et le logis le petit portail à ouverture cintrée qui donnait accès au verger a été couvert et l'espace entre le logis et les logements encore libre en 1809 a été construit également. La cour est maintenant complètement close de murs.
Mais la propriété qui comprenait en outre un verger, un champ de labour, une mare et deux bois taillis, était entièrement entourée de murs dont on voit des vestiges rue de la Chasse-Saint-Avoie et autour du récent parking et était protégée par deux autres échauguettes et une tourelle carrée maintenant détruites.

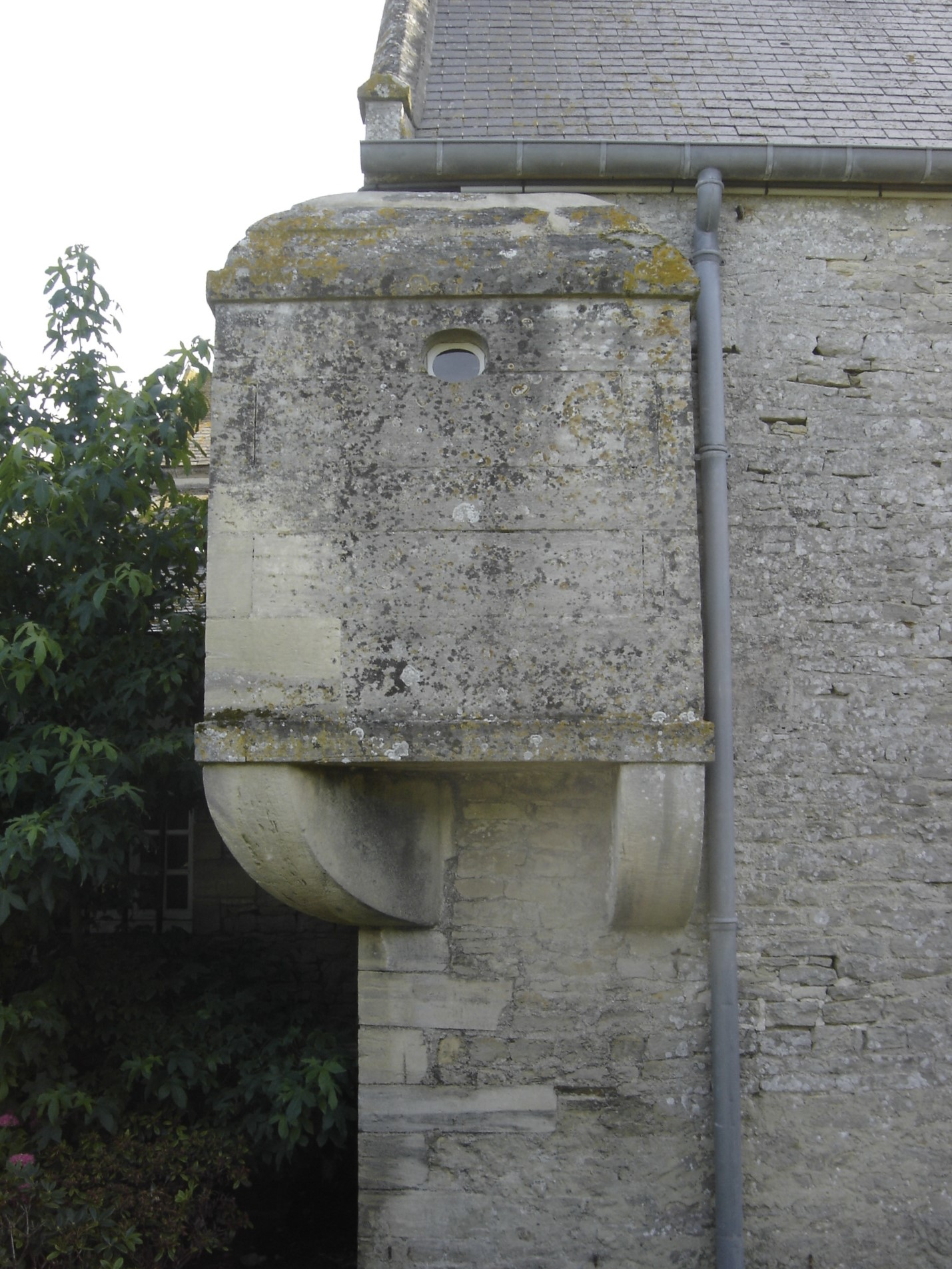
L'échauguette du logement du fermier.
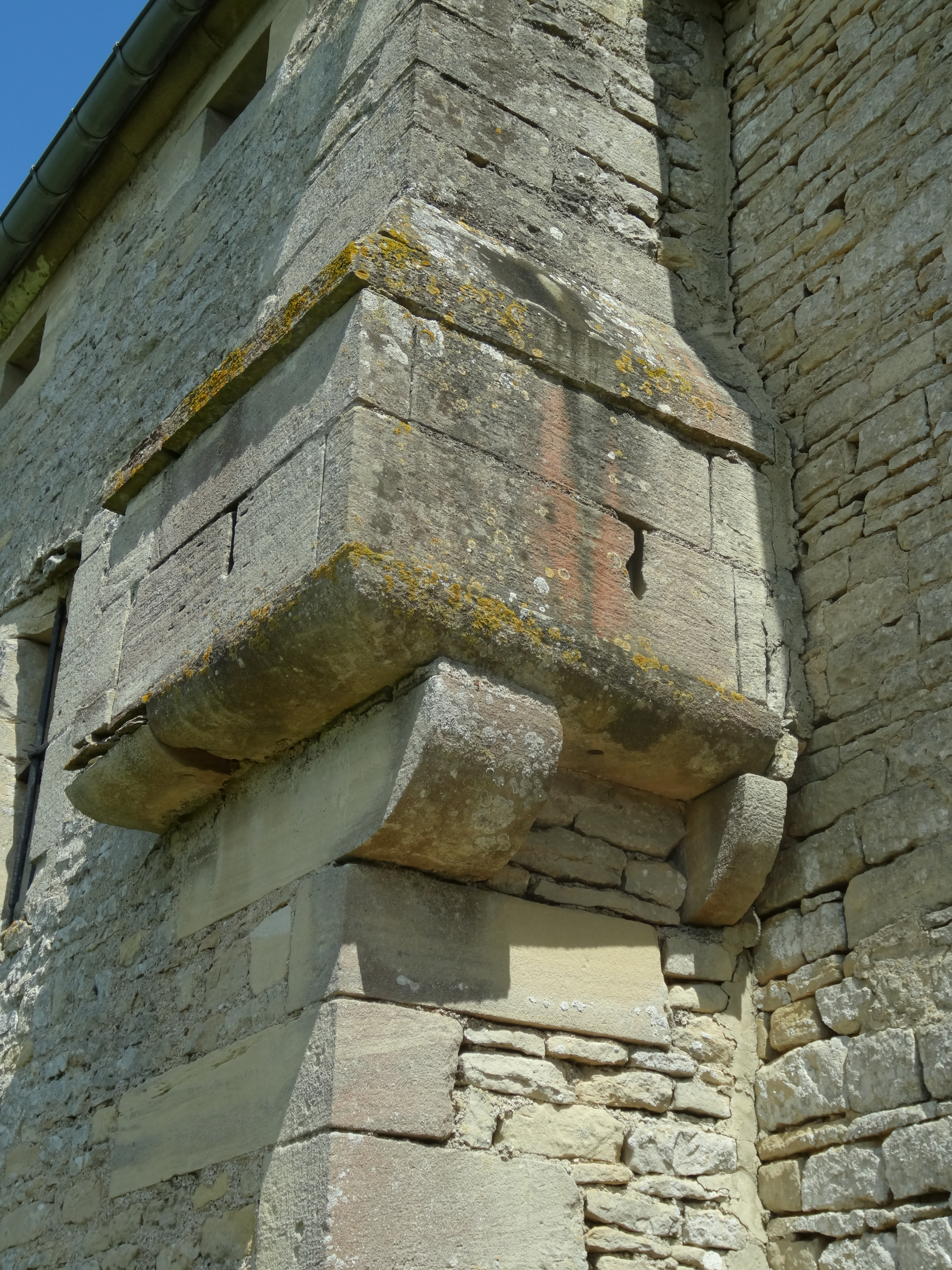
La petite échauguette, aile ouest.
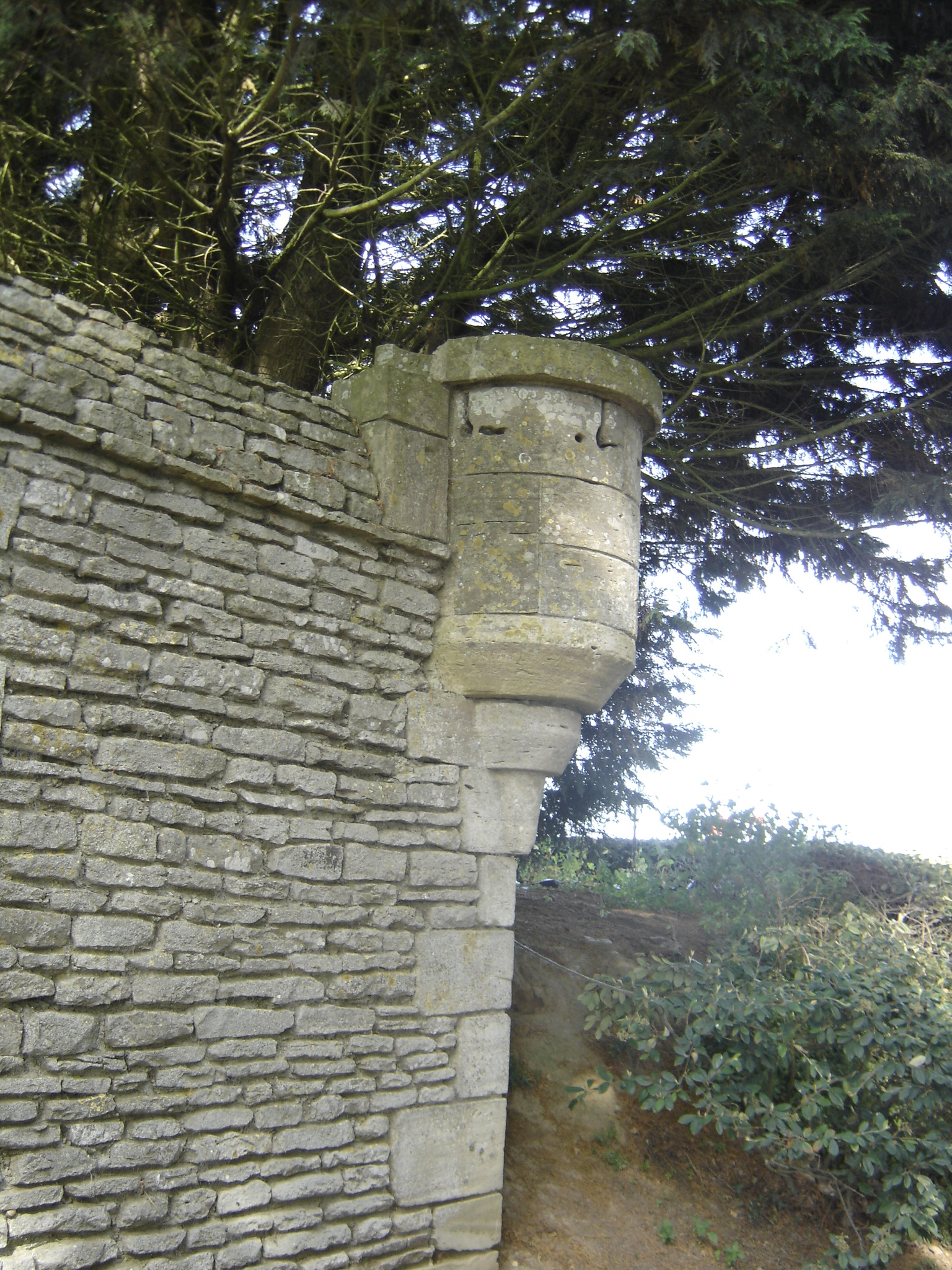
L'échauguette provenant d'un mur du verger.

Les archives communales de Crépon font état d’un souterrain entre la ferme et le château de Creully distant de 3 kilomètres dans lequel pouvaient passer des attelages indispensables pour le ravitaillement en cas de siège.[réf. nécessaire]

## Protection
Au titre des monuments historiques :
- le porche d'entrée du XVIIe siècle est inscrit par arrêté du 15 juin 1927 ;
- les façades et toitures du logis principal et des communs sont inscrites par arrêté du 5 novembre 1970.